# Карки
Карки (латыш. Kārķi) — населённый пункт в Валкском крае Латвии. Административный центр Каркской волости. Находится на реке Кире у автодороги P22 (Валка — Руиена). Расстояние до города Валка составляет около 30 км. По данным на 2015 год, в населённом пункте проживало 358 человек. Есть волостная администрация, начальная школа, общественный центр, библиотека, почтовое отделение, лютеранская церковь.

## История
В советское время населённый пункт был центром Каркского сельсовета Валкского района. В селе располагался совхоз «Карки».